# إلين كانتور
إلين كانتور (بالإنجليزية: Ellen Cantor)‏ هي رسامة أمريكية، ولدت في 1961 في ديترويت في الولايات المتحدة، وتوفيت في 22 أبريل 2013 في نيويورك في الولايات المتحدة بسبب سرطان الرئة.